# I'm Already There
I'm Already There es un sencillo por la banda country americana Lonestar, escrita por el cantante principal, Richie McDonald con Gary Baker y Frank J. Myers. Permaneció seis semanas en el top de Billboard Hot Country Singles y Tracks charts.

## Contenido
El narrador de la canción es un hombre que está en el camino, y la letra explica como se siente y cómo su familia está respondiendo a su ausencia. Esto también explica que tanto el hombre ama a su familia, y cuánto significan para él. Luego, él explica que estará siempre allí en espíritu, aunque esté separado de ellos físicamente. La canción se convirtió asociada con los ataques de 11 de septiembre, de 2001.
En su disco, From There to Here: Greatest Hits, Lonestar incluyó una versión de "Mensaje de Hogar" que incluye en llamadas telefónicas por familias de soldados. La versión también tiene la línea, "And I'll gently kiss your lips / Touch you with my fingertips", del segundo verso.

## Posicionamiento
| Listas                                                         | Posición |
| -------------------------------------------------------------- | -------- |
| U.S. Billboard Hot Country Songs\|Hot Country Singles & Tracks | 1        |
| U.S. Billboard Hot Adult Contemporary Tracks                   | 2        |
| U.S. Billboard Hot 100                                         | 24       |

## Versión de Westlife
Esta canción número 4, forma parte del noveno disco de la banda Westlife, Back Home. Mientras no era oficialmente un sencillo, entró en las posiciones de Reino Unido en el puesto número 74 y llegó al 54 después del "The Westlife Show" en diciembre de 2007. La canción llegó al número 62 en las posiciones oficiales de los sencillos de Reino Unido.
En 2008 la serie X Factor, un participante cantó la versión de Westlife y entró nuevamente en los charts de Reino Unido del 106 al número 63. También entró en las posiciones oficiales de los sencillos en Irlanda en el número 7.
| Listas              | Posición |
| ------------------- | -------- |
| UK Singles Chart    | 62       |
| Irish Singles Chart | 47       |